# Ringkärnetransformator

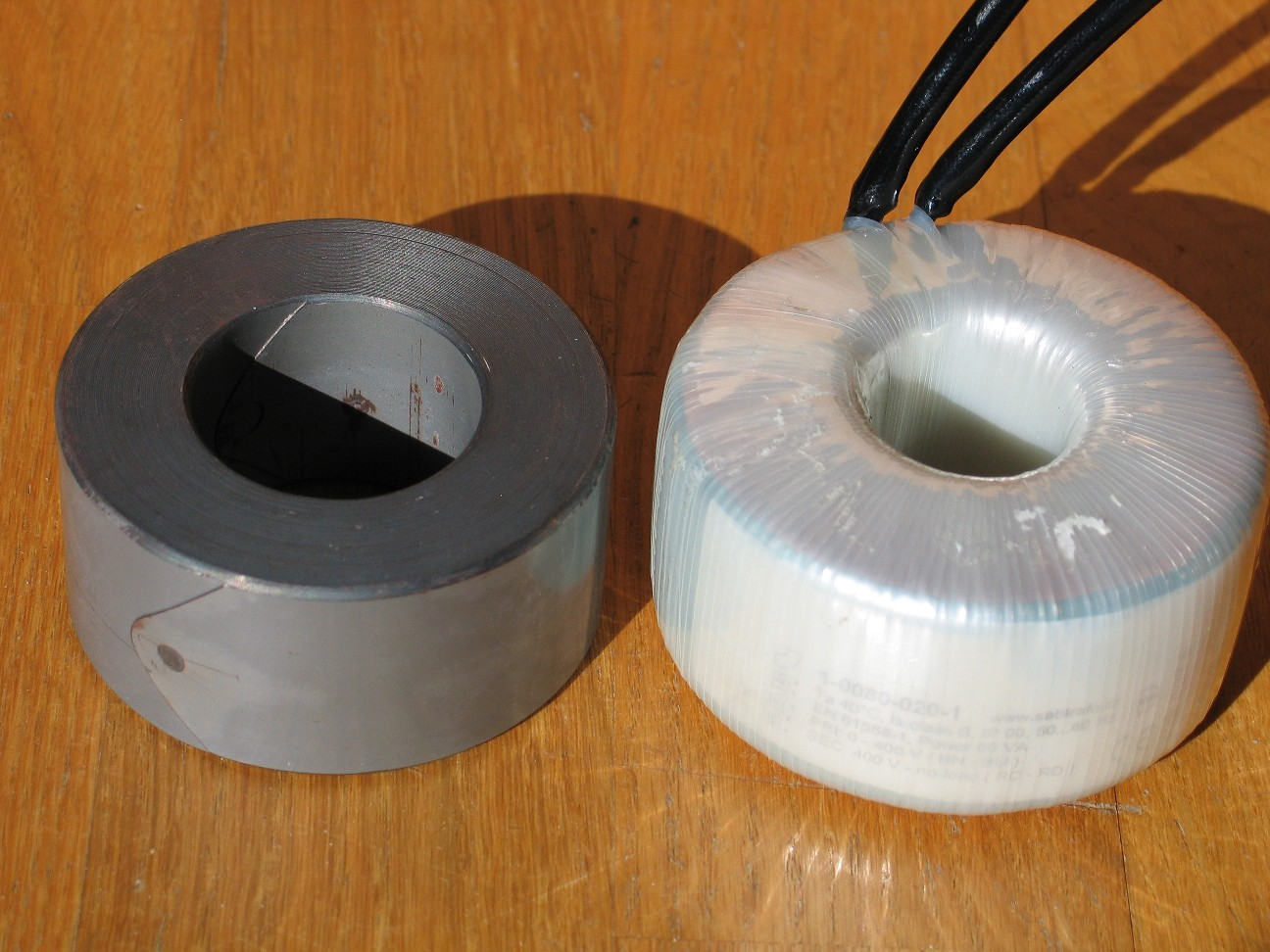
Ringkärna och transformatorer

En ringkärnetransformator, ibland även kallad toroidtransfomator är en ganska vanligt förekommande typ av transformator.
Transformatorns kärna består av en ring, istället för som i många andra fall en sk. E-kärna. Runt ringen lindar man transformatorns olika lindingar.
Ringkärnetransformatorer får relativt hög kapacitet i förhållande till sin storlek.
Vid tillslag av en större ringkärnetransformator bildas under mycket kort tid en mycket hög strömstyrka. Detta medför att säkringar riskerar att utlösas. Detta kan avhjälpas med en speciell krets som kallas för mjukstart.
Ringkärnetransformatorer är vanligt förekommande i större audio-förstärkare.
Fackmän säger ofta "trafo", som är slang för transformator.